# Jonas Söderlund
Claes Jonas Söderlund, född 1 juni 1971 i Tyresö församling, är en svensk ekonom och professor. 
Söderlund studerade vid Harvard University, MIT och Linköpings universitet där han 2000 blev ekonomie doktor. Han har varit verksam som gästforskare vid ett flertal utländska universitet och handelshögskolor, bl.a. i Paris, Sydney, Boston, Neapel och Rom.  
Han  är sedan 2007 professor vid Handelshøyskolen BI i Oslo. Sedan 2021 innehar han professuren i företagsekonomi med inriktning mot strategi vid Linköpings universitet. Där leder han ett flertal forskningsstudier av strategiarbete i multinationella företag.  
Söderlund invaldes 2000 i Svenska Projektakademien och var under perioden 2001-2010 medlem av dess Högsta Beslutande Organ.
Han var under tio år ledamot i Project Management Institutes Advisory Board, en global organisation med över 700 000 medlemmar. Han var under många år medlem i forskningsrådet Fortes bedömargrupp inom området arbetsorganisation. Han är idag medlem i Riksbankens Jubileumsfonds bedömargrupp i ämnet ekonomi och statsvetenskap. 
Söderlund medverkar i flera redaktionsråd för vetenskapliga tidskrifter. Bland annat är han ledamot i redaktörsrådet för några av världens mest framstående tidskrifter såsom Organization Studies och Human Relations. Han är medlem i vetenskapliga rådet för International Journal of Project Management samt biträdande redaktör för Project Management Journal. 
Söderlund har bidragit till forskningen om vad som skapar framgångsrika projektbaserade företag, hur dessa utvecklar strategiska förmågor och lär mellan projekt. Söderlund har också studerat projektledningens praktik och hur tid på olika utgör sätt en central dimension av projekt. Studier på individnivå har berört projektarbetare hanterar olika gränslandssituationer. Begrepp som projektkompetens, projektepok, kunskapsintegration, liminalitetskompetens och HR-kvadriaden är sprungna ur Söderlunds olika forskningsprojekt.  
Söderlund har erhållit ett flertal utmärkelser och priser för sin forskning, som exempelvis ett antal Best Paper of the Year. Han tilldelades utmärkelsen Årets HR-forskning 2009 för sina insatser inom området personalarbete i projektintensiva företag. Han erhöll även IPMA:s Research Achievement Award 2011. 
Söderlund har publicerat närmare 100 vetenskapliga artiklar och ett 20-tal böcker. Hans forskning har publicerats i internationellt ledande tidskrifter såsom Organization Studies, Human Relations, Research Policy, Human Resource Management samt Management Learning. Han är en av Skandinaviens mest citerade  forskare inom området företagsekonomi.